# قوات المظلات (اليمن)
قوات المظلات في الجمهورية العربية اليمنية فصيل عسكري في الجيش اليمني تكون من سلاح المظلات وسلاح الصاعقة ومدرسة المظلات ومدرسة الصاعقة في العام 1970 ، حيث قام القائد العسكري آنذاك عبدالله عبدالعالم بتوحيدها وأصبح قائداً لها من 1970 إلى 1978.
كانت قوات المظلات تمثل قوات النخبة في الجيش اليمني وبرز دورها في عهد الرئيس عبد الرحمن الأرياني وفي عهد الرئيس ابراهيم الحمدي.

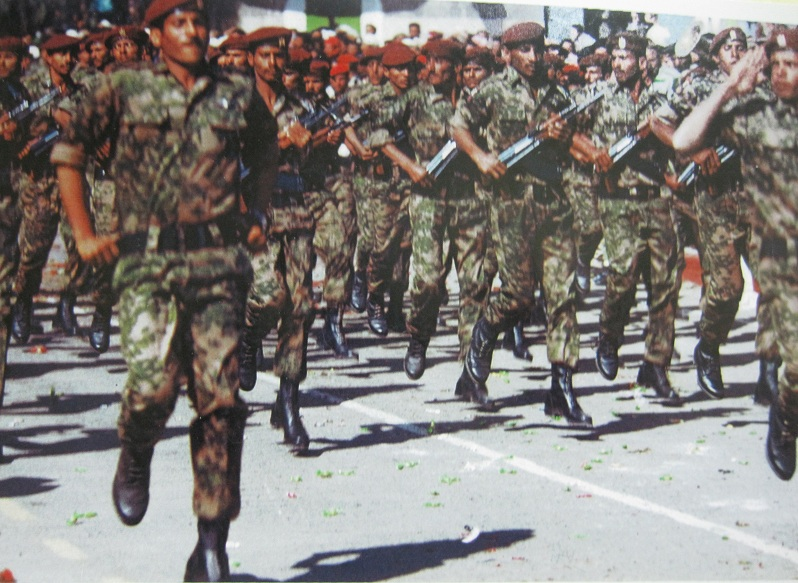
قوات المظلات في الجمهورية العربية اليمنية في السبعينيات بقيادة عبدالله عبدالعالم

.

## تاريخ قوات المظلات
تشكلت في العام 1970 بعد دمج سلاح المظلات وسلاح الصاعقة ومدرسة المظلات ومدرسة الصاعقة وكان لها دور رئيسياً في حركة 13 يونيو التصحيحية 1974 م.
كان لقوات المظلات الدور الأبرز في 27 ابريل 1975 م والذي أطلق عليه بعد ذلك اسم (عيد الجيش).وفي 27 أبريل 1975 قامت بما يشبه الانقلاب على مراكز القوى.

## عقيدتها العسكرية
- كانت تعتبر قوات المظلات القوات الوحيدة من نوعها المتواجدة في شبه الجزيرة العربية
- كانت ترفع شعار الجيش للحرب والسلم والاعمار
- كان دورها يشمل البناء وشق الطرقات وحفر الآبار وبناء المدارس في كل المناطق اليمنية والدفاع عن اليمن.
- قوات المظلات تبني بيد وتقاتل باليد الأخرى دفاعاً عن الثورة والجمهورية والتقدم والتطور والتنمية والتطوير.
- أفراد قوات المظلات يتميزون باللياقة والتدريب العالي والحرفية.

## تصفيتها
تم تصفية هذه القوات والقضاء عليها بعد اغتيال الرئيس ابراهيم الحمدي وتم ملاحقة هذه القوات وتدميرها بشكل ممنهج وتم نفي قائدها عبد الله عبد العالم إلى جنوب اليمن.